# 国立国会図書館
国立国会図書館（こくりつこっかいとしょかん、英: National Diet Library）は、日本の国会議員の調査研究、行政、ならびに日本国民のために奉仕する図書館である。また、納本制度に基づいて、日本国内で出版されたすべての出版物を収集・保存する日本唯一の法定納本図書館である。設置根拠は国会法第130条および国立国会図書館法第1条。
国立国会図書館は、日本の立法府である国会に属する国の機関であり、国会の立法行為を補佐することを第一の目的とする議会図書館である。同時に、納本図書館として日本で唯一の国立図書館としての機能を兼ねており、行政・司法の各部門および日本国民に対するサービスも行っている。バーチャル国際典拠ファイルに参加している。
施設は、中央の図書館と、国立国会図書館法3条に定められた、支部図書館からなる。中央の図書館として東京本館（東京都千代田区永田町）および関西館（京都府相楽郡精華町精華台）が置かれ、また東京本館に付属して国会分館がある。
支部図書館としては国際子ども図書館（東京都台東区上野公園）のほか、司法機関に1館（最高裁判所図書館）、国立国会図書館法の規定により行政各部門に置かれる支部図書館及びその職員に関する法律（昭和24年法律第101号。支部図書館法）に基づいて行政機関に26館が置かれる。

## 沿革

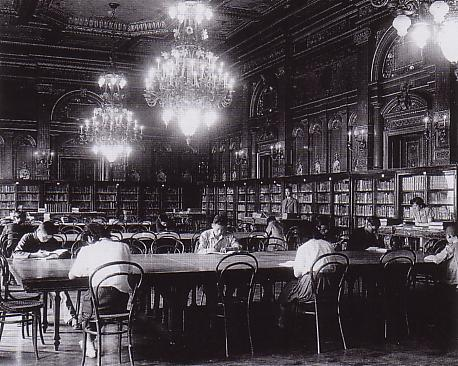
旧・赤坂離宮（現・迎賓館）に置かれたころの国立国会図書館の館内

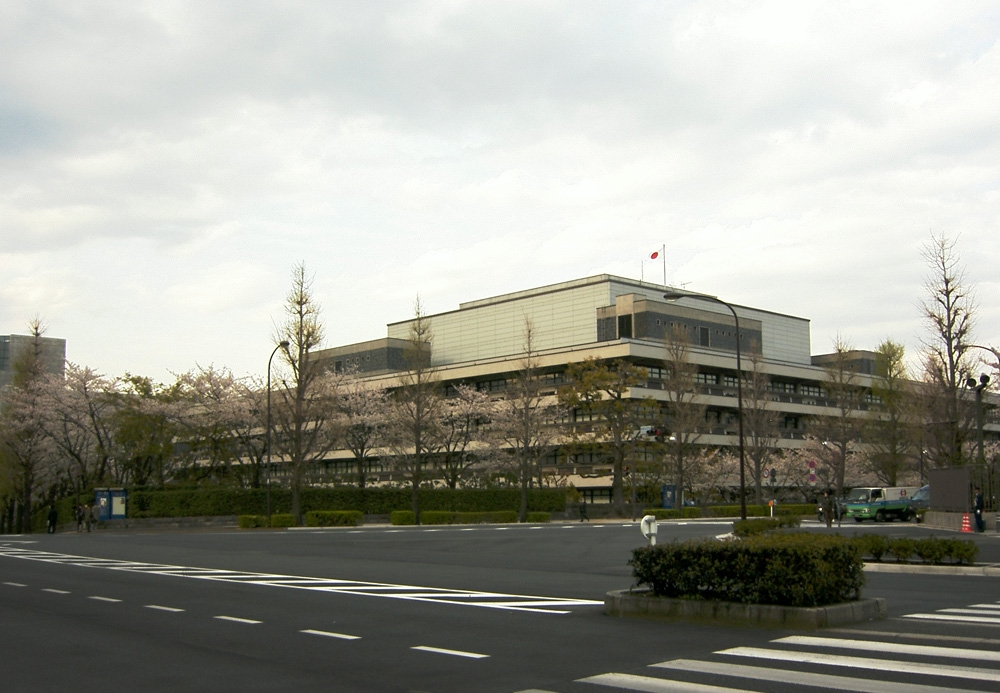
参議院通用門前より東京本館を望む（2007年）

### 国会図書館の淵源
国立国会図書館の淵源は、大日本帝国憲法下の帝国議会各院に置かれていた貴族院図書館、衆議院図書館、および文部省に付属していた帝国図書館の3館にある。貴衆各院の図書館は、1890年（明治23年）に設立された各院の事務局編纂課を起源としており、また、帝国図書館は1872年（明治5年）に設立された書籍館をその前身とする。
第二次世界大戦後、1947年（昭和22年）に施行された日本国憲法は、国会を唯一の立法機関と定め、国会を構成する衆議院・参議院の両議院は「全国民を代表する選挙された議員」（国会議員）で組織されると定めた。そして、国会が民主的に運営され、国会議員が十分な立法活動を行うためには、国会議員のための調査機関として議会図書館の拡充が必要とされた。このため、日本国憲法の施行とともに施行された国会法（昭和22年法律第79号）130条は「議員の調査研究に資するため、別に定める法律により、国会に国立国会図書館を置く」と定め、あわせて国会図書館法（昭和22年法律第84号）を制定した。また、衆議院と参議院の両院に常任委員会のひとつとして「図書館運営委員会」が設置され、図書館の運営に絞った形での審議が行われていた。
これにより、戦前の貴衆両院の図書館を合併した新たな国会図書館の設立が定められ、1947年（昭和22年）12月4日に帝国図書館が国立図書館に改称されたが、この体制では国会議員の調査研究には不十分であるとみられた。そこで、アメリカ合衆国から図書館使節団が招かれ、国会はその意見を取り入れて、翌1948年（昭和23年）、国立国会図書館法（昭和23年法律第5号）を制定した（同法の施行に伴い、前述した国会図書館法は廃止）。同法は米国図書館使節団の強い影響下に誕生したため、国立国会図書館は米国議会図書館 (Library of Congress) をモデルとして、議会図書館であると同時に国立図書館（国立中央図書館）の機能も兼ね、国内資料の網羅的収集と整理を目的とした法定納本制度を持つこととされた。

### 国会図書館 開館後
同法の制定とともに、国立国会図書館の設立準備が進められ、初代館長には憲法学者で日本国憲法制定時の憲法担当国務大臣だった金森徳次郎が迎えられて、1948年（昭和23年）2月25日に国立国会図書館は発足した。続いて、初代副館長に美学者で尾道市立図書館長だった中井正一が任命され、同年6月5日、赤坂離宮を仮庁舎として、国立国会図書館は正式に開館した。
翌1949年（昭和24年）には、国立国会図書館法の定めた方針に基づき、出版法（明治26年法律第15号。出版法および新聞紙法を廃止する法律（昭和24年法律第95号）により廃止）に基づいて納本された出版物を所蔵していた上野の国立図書館（1947年（昭和22年）に帝国図書館から改称）が統合され、国立国会図書館は名実ともに日本唯一の国立図書館となった。旧帝国図書館の蔵書と施設はそのまま上野に残され、同館は国立国会図書館の支部図書館である支部上野図書館とされた。
なお、衆参両院の常任委員会だった「図書館運営委員会」は第27回衆議院議員総選挙後の1955年（昭和30年）3月18日に廃止され、以後は議院運営委員会の中の小委員会として審議が続けられることになった（後述）。

### 1960年代
組織の発足より建設が遅れていた国立国会図書館の本館庁舎は、国立国会図書館法と同時に公布された国立国会図書館建築委員会法（昭和23年法律第6号）に基づいて検討が進められ、国会議事堂の北隣にあった旧ドイツ大使館跡地（東京都千代田区永田町）に建設されることになった。本館庁舎（現在の東京本館）は建築設計競技により前川國男の案が選ばれ、1961年（昭和36年）に第一期工事を完了し、図書が収蔵され始めた。収蔵された図書は、貴衆両院図書館からの引継書と戦後の収集分からなる赤坂の国会図書館仮本館蔵書が約100万冊、帝国図書館による戦前収集分を基礎とする上野図書館の蔵書が約100万冊であった。ここに、別々の歴史を持つ2館の蔵書は1館に合流し、同年11月1日、国立国会図書館本館は蔵書205万冊をもって開館した。
本館の工事は開館後も続けられ、増築の進捗に伴って旧参謀本部庁舎跡地（現・国会前庭北地区、憲政記念館）の三宅坂仮庁舎に置かれていた国会サービス部門も本館内に移転し、赤坂・上野・三宅坂の3地区に分かれていた国会図書館の機能は最終的な統合をみる。本館は、開館から7年後の1968年（昭和43年）に竣工し、地上6階・地下1階の事務棟と17層の書庫棟からなる施設が完成した。

### 1970年代
1970年代には蔵書の順調な増大、閲覧者の増加が進み、本館の施設は早くも手狭になりつつあった。このため本館の北隣に新館が建設されることになり、1986年（昭和61年）に完成した。設計は本館と同じく前川國男が担当した。地上4階・地下8階で広大な地下部分をすべて書庫にあてた新館の完成により、国立国会図書館は全館合計で1,200万冊の図書を収蔵可能となったが、これも21世紀初頭に所蔵能力の限界に達することが予測された。

### 1980年代

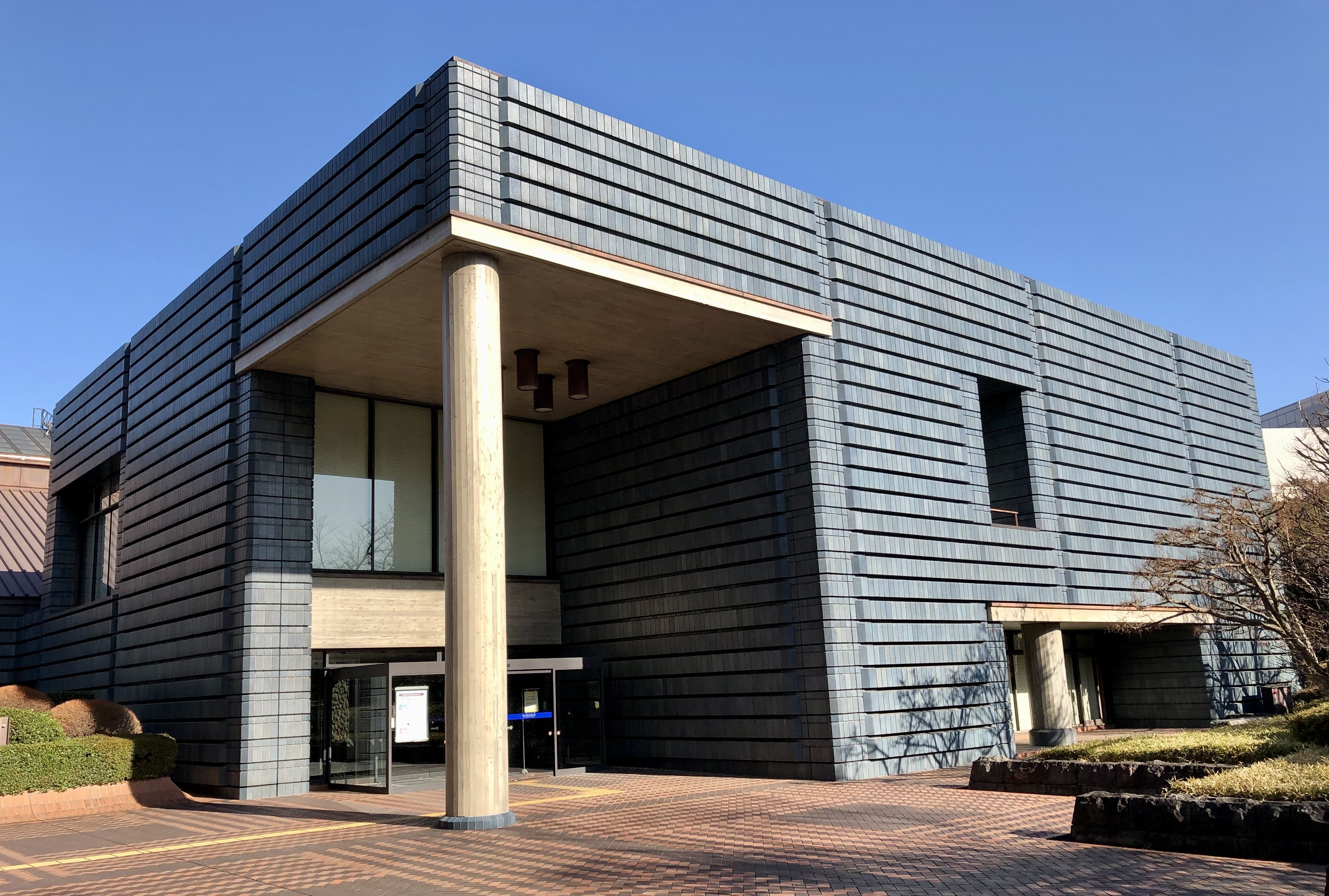
1986年に建てられた新館

1970年代末から、第二国立国会図書館を建設する計画が浮上した。第二の国会図書館は増え続ける蔵書を東京本館と分担して保存するとともに、コンピュータ技術の発達に伴う情報通信の発展に対応する情報発信、非来館型サービスに特化した図書館として関西文化学術研究都市に建設されることになり、国立国会図書館関西館として、2002年（平成14年）に開館した。関西館には科学技術関連資料、アジア言語資料、国内博士論文などが移管され、東京本館とともに国立国会図書館の中央館を構成する一角となった。
また、関西館の開館に前後して、支部上野図書館の施設を改築のうえ、国際子ども図書館として活用する計画が進められた。国際子ども図書館は国立国会図書館の蔵書のうち児童書（おもに18歳未満を対象とする図書館資料）を分担して所蔵する児童書のナショナルセンターとして位置づけられ、2000年（平成12年）に部分開館、2002年（平成14年）に全面開館した。

### 21世紀以後の動向
電子図書館事業の拡充に力が注がれる一方、2005年（平成17年）の国立国会図書館法における館長の国務大臣待遇規定の削除、2006年（平成18年）の自由民主党行政改革推進本部の国会事務局改革の一環としての独立行政法人化の提言、2007年（平成19年）の国会関係者以外からは初めてとなる長尾真（元京都大学総長）の館長任命など、国立国会図書館の組織のあり方をめぐる動きが相次いでいる。
2014年（平成26年）1月21日には、図書館向けデジタル化資料送信サービスが開始された。
2016年（平成28年）にはお茶の水女子大学前学長の羽入佐和子が女性として初めて館長に就任した。
2020年（令和2年）3月4日、COVID-19の流行を受け、東京本館は休館を決定した。当初、休館期間は3月5日 - 3月16日までの12日間を予定していたが、6月10日まで延長された。再開後はインターネットからの抽選予約制を実施した上で、1日の入館者数を制限して再開している。また、同年11月4日以降は平日のみ時間を限定して一般入場を再開し、その後は段階的に制限が緩和され、2023年1月19日以降は館内の滞留人数の制限を1000人として開館し、6月22日以降は制限を撤廃した。
2022年（令和4年）5月19日、「個人向けデジタル化資料送信サービス」が開始。

## 理念
国立国会図書館法は、その前文で、「国立国会図書館は、真理がわれらを自由にするという確信に立つて憲法の誓約する日本の民主化と世界平和とに寄与することを使命としてここに設立される」と、その設立理念を明らかにしている。「真理がわれらを自由にする」とは、図書館が公平に資料を提供していくことで、国民に知る自由を保障し、健全な民主社会を育む礎となっていかねばならないとする、国立国会図書館の基本理念を明らかにしたものであると解釈されている。
国立国会図書館法はアメリカ図書館使節団の原案を基に起草されたといわれているが、この前文は歴史学者で参議院議員の羽仁五郎（当時の参議院図書館運営委員長）が挿入したとされる。「真理がわれらを自由にする」の句は、羽仁五郎がドイツ留学当時、留学先のフライブルク大学の図書館の建物に刻まれていたドイツ語の銘文「DIE WAHRHEIT WIRD EUCH FREIMACHEN 真理は汝らを自由にする）」に感銘を受け、これをもとに創案した。さらに、この句は『新約聖書』のギリシア語「Η ΑΛΗΘΕΙΑ ΕΛΕΥΘΕΡΩΣΕΙ ΥΜΑΣ（真理はあなたたちを自由にする）」（ヨハネによる福音書 8-32）に由来しているともいわれる。
1961年（昭和36年）に開館した国立国会図書館東京本館では、本館2階図書カウンターのヒサシ部分に金森初代館長の揮毫による「真理がわれらを自由にする」の句が大きく刻まれ、この句は多くの人の目に留まるようになるとともに、ひとり国立国会図書館のみならず、図書館一般の原理として理解されるようになった。第二次世界大戦後日本の図書館運動・図書館界の発展において、この句が与えた影響は少なくない。

## 組織

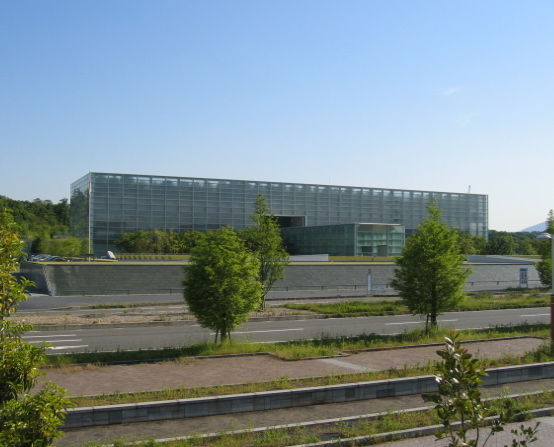
関西館 陶器二三雄設計

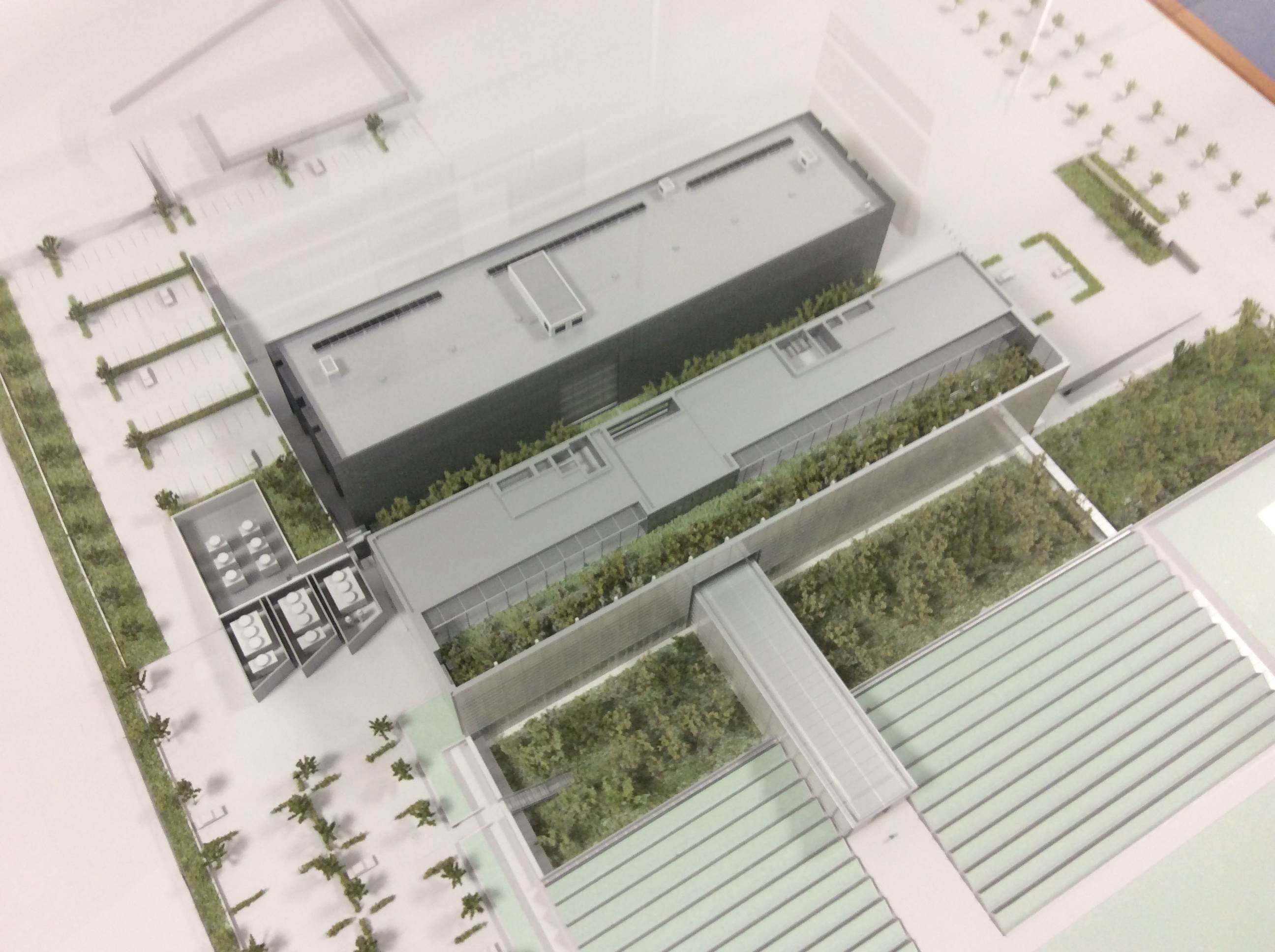
関西館増築計画の模型 日本設計設計（2016年9月29日撮影）

国立国会図書館は日本の立法府である国会に属する独立した国の機関で、衆議院議長および参議院議長ならびに両議院に置かれる常任委員会である議院運営委員会の監督のもと自立して運営される。図書館の事務を統理する国立国会図書館長は、両議院の議長が、両議院の議院運営委員会と協議の後、国会の承認を得て、これを任命する。
その組織は国立国会図書館法に基づき、中央の図書館と支部図書館からなる。また、国立国会図書館連絡調整委員会が置かれる。中央の図書館には、東京・永田町の東京本館と京都府精華町（関西文化学術研究都市）の関西館があり、支部図書館のひとつである国際子ども図書館の扱うものを除き、国会図書館の所蔵する各種の資料を分担して保管している。また、国会議事堂内には、中央の図書館に付属する国会分館がある。
支部図書館は、国際子ども図書館、そして行政および司法の各部門におかれる図書館がこれに該当する。このうち国際子ども図書館は、納本制度によって国会図書館に集められた日本国内の出版物や購入・国際交換によりもたらされた日本国外の出版物のうち、18歳未満を読者の主たる対象とする資料の保存・提供を分担しており、その性格は実質的には中央の図書館の分館に近い。
行政および司法の各部門、すなわち各省庁および最高裁判所に置かれる図書館については行政・司法に対するサービスの節で改めて詳しく扱うが、各省庁や裁判所に置かれる付属図書館を制度上国立国会図書館の支部とすることで、日本唯一の国立中央図書館である国立国会図書館と各図書館を一体のネットワークに置いたものである。これらの図書館は、設置主体は各省庁や裁判所であるが、同時に国立国会図書館の支部図書館として、中央の図書館とともに国立国会図書館の組織の一部とされる特別な位置づけにある。
東京と関西の2つの施設に分かれた中央の図書館はおよそ900人の職員を擁しており、業務ごとに部局に細分化されているが、そのうち唯一国立国会図書館法を設置の根拠とする特別な部局として「調査及び立法考査局」がある。調査及び立法考査局は国会に対する図書館奉仕に加えて、衆参両院の常任委員会が必要とする分野に関する高度な調査を行う特別職として置かれる専門調査員を中心に、国会からの要望に応じた調査業務を行っている。

## サービス
国立国会図書館のサービスは、以下の3本の柱から成り立っている。
国会へのサービス
立法の際に必要となる資料の収集と分析、提供を行う。
行政・司法へのサービス
各府省庁と最高裁判所に支部図書館を設置し、図書館サービスを行う。
国民一般へのサービス
一般利用者が直接、またはほかの公共図書館などを通じて間接的に受けるサービス。また、地方議会や公務員へのサービスもここに含まれる。
「国会図書館」という名称から明らかなように、国会へのサービスを第一義とするが、国民一般へのサービスも国立国会図書館の重要な要素である。国民へのサービスは日本の国立中央図書館としての機能であり、納本制度に基づく国内出版物の網羅的収集や全国書誌の作成が行われる。また、図書館間協力や国際協力にも力を入れており、国際協力では資料の国際交換、資料の貸出・複写・レファレンスサービス、日本語図書を扱う外国人司書の研修などを行っている。

### 一般利用者へのサービス
一般利用者へのサービスは、来館利用、利用者の身近にある図書館などを通じた間接的な利用、そして後述するインターネットを通じた電子図書館サービスの提供などから成り立っている。
国立国会図書館の各サービスポイント、すなわち東京本館、関西館、国際子ども図書館などを利用者が直接訪れる来館利用では、利用に許可の必要な貴重書や特別の事情があって利用の制限されている資料を除き、国立国会図書館の所蔵する膨大な資料が利用者の求めに応じて提供される。国立国会図書館の所蔵する資料は現在では3館に分散しているが、それぞれに取り寄せて来館利用することが可能である。
間接的な利用では、一般の図書館利用者が最寄の図書館では入手できなかった資料を網羅的なコレクションを持つ国会図書館から図書館間貸出で取り寄せたり、最寄の図書館では解決できなかったレファレンスサービス（図書館員の行う参考調査）を国立国会図書館に依頼したりすることができる。
図書館間貸出は、利用者の身近にある公共図書館、大学図書館や各種の資料室（ただし国立国会図書館の図書館間貸出制度に加入申請し、承認を受けた機関のみ）を窓口として、国立国会図書館の資料を利用できる制度である。ただし、借り出し先の図書館の館外に持ち出すことも貸出先での複写もできない。また、貸し出すのは昭和23年の設立以降に国会図書館が受け入れた和洋の図書に限られ、損耗の激しい資料や貴重書のほか、貸し出しに向かない本は貸し出さない。
国立国会図書館は資料の保存を大原則としているため、個人に対する貸出を行っていない。

#### 国立国会図書館オンライン (NDL ONLINE)
国立国会図書館オンライン（正式名称：国立国会図書館検索・申込オンラインサービス）は、2018年1月5日よりサービスを開始した、国立国会図書館の所蔵資料の検索と申し込みができるシステムである。閲覧の申し込みについては入館中のみ可能で、それ以外の場所ではできない。国立国会図書館が所蔵する資料であれば、インターネット経由で書誌情報を検索・ダウンロードできる。2024年に「国立国会図書館サーチ」に統合された。
2017年12月27日までは「国立国会図書館蔵書検索・申込システム（NDL-OPAC）」として運用されていた。

#### 国立国会図書館サーチ
国立国会図書館サーチ(NDL Search) は、国立国会図書館が提供している検索サービスである。2012年1月より正式にサービスを開始した。国立国会図書館が所蔵する資料のすべてを探すことができるほか、都道府県立図書館、政令指定都市の市立図書館の蔵書、国立国会図書館やほかの機関が収録している各種のデジタル情報などを探すことができる。
2023年8月、国立国会図書館オンラインの機能を統合した新しい国立国会図書館サーチのシステムが発表され、2024年1月5日付けで移行された。

### 国会に対するサービス
国立国会図書館の国会に対するサービスは、資料の提供、貸し出しなどの一般的な図書館サービスに加えて、議会図書館に特有の立法調査を兼ね備えている。
東京本館と国会議事堂内の国会分館には国会議員専用の議員閲覧室があり、本館議員閲覧室には議員研究室も付設されている。また、国会議員と国会職員に対しては国会分館を中心に貸し出しサービスも行われており、図書館への貸し出しと異なって貸し出しの冊数制限も存在しない。
国立国会図書館の組織において、国会に対するサービスの主体となるのは国立国会図書館法第15条によって規定された調査及び立法考査局（「調査局」と略称される）である。調査局は、同法の規定に基づいて、国会のための調査や立法に関連する資料の収集・提供を行うこととされている。
このために調査局には国会のための調査を行う部門と立法関連の資料提供サービスを行う部門が置かれている。調査部門の各課はおおむね国会両院の常任委員会の構成に対応する主題別に細分されており、国会議員の問い合わせに応じて調査を行う立法レファレンス業務や、時事的な問題についての予備調査を行う。
また、調査局は国立国会図書館の国民向けサービスのための資料収集・整理とは独立して資料の収集・整理も行っており、最新の情報を収集して立法業務の補佐に役立てている。このほか、調査局を通じて行われる国会向けのサービスには国立国会図書館の一般の所蔵資料のうちの議会・法令関係資料の管理・提供や法令の索引作成、国会会議録のデータベース化などがあり、これらは国立国会図書館の閲覧室、出版活動、インターネット送信などを通じて、一般の国民に対しても提供されている。

### 行政・司法に対するサービス
国立国会図書館のサービス対象のもうひとつの柱は国の行政・司法に対してである。これらに対し国立国会図書館は図書館サービス資料の貸し出し、複写、レファレンスなどの図書館サービスを行っているが、その窓口となるのが国の行政・司法の各部門に設けられた支部図書館である。行政・司法各部門の附属図書館（支部内閣府図書館、支部最高裁判所図書館など）は、設置母体の省庁の刊行物を収めたり業務上必要な資料を収集し所蔵しており、それぞれの省庁の予算によって運営されるが、同時に制度上で国立国会図書館の支部図書館として国立国会図書館の組織に包括されている。また、支部図書館同士は国立国会図書館の中央館を中心にネットワークを形成し、各省庁出版物の相互交換、資料の相互貸借、図書館職員の共通研修などを行う。
行政・司法各部門支部図書館の館長はそれぞれの事務官・技官から任命されるが、その任命権は立法府の職員である国立国会図書館長に与えられている。このように三権をまたぐ支部図書館制度は世界の国立図書館の中でもきわめて珍しく、国立国会図書館のもつ大きな特色のひとつである。

## 国立国会図書館の特色

### 資料の収集・整理
世界各国の国立中央図書館は、法律などによって定められた納本制度によって出版者に特定の図書館に出版物を納めることを義務づけ、一国内の出版物を網羅的に収集することを重要な役割としている。
日本の国立中央図書館である国立国会図書館においては、国立国会図書館法が、国内すべての官公庁、団体と個人に出版物を国立国会図書館に納本することを義務づけている。納本の対象となる出版物は、図書、小冊子、逐次刊行物（雑誌や新聞、年鑑）、楽譜、地図、マイクロフィルム資料、点字資料およびCD-ROM、DVDなどパッケージで頒布される電子出版物（音楽CDやゲームソフトも含む）などである。納本を求められる部数は、官公庁では2部から30部までの複数部であり、民間の出版物は1部である。
納本以外の資料収集手段としては、寄贈・購入や、出版物の国際交換がある。購入を通じては、古書・古典籍など納本の対象とならないものや、百科事典、辞典、年鑑など参考図書としてきわめて利用の多い資料の複本、そして学術研究に有用であると判断され選択された外国資料が収集される。国際交換は、他国の国立図書館・議会図書館に対し、納本制度によって複数部が受け入れられた官公庁出版物をおもに提供することにより、交換で入手の難しい外国の官公庁資料等を収集するのに用いられている。
こうして国立国会図書館に新たに収集された資料は、一件一件についてその書名、著者、出版者、出版年などの個体同定情報が記述された書誌データが作成される。また国立国会図書館の書誌データには同館独自の国立国会図書館分類表（NDLC）によって分類番号がつけられ、国立国会図書館件名標目表（NDLSH）によって件名が付与されて、目録に登録される。現在では目録の大半はオンライン化されており、インターネット上から検索することが可能になっている。
なお、国立国会図書館の蔵書構築など図書館技術に関する運用は、1948年（昭和23年）9月にGHQ民間情報教育局特別顧問ロバート・B・ダウンズ（イリノイ大学図書館長）によって提出された『国立国会図書館に於ける図書整理・文献参考サーヴィス並びに全般的組織に関する報告』（ダウンズ報告）に基づく面が大きい。図書の整理は、開館当初はダウンズ報告に基づいて、和漢書は日本国内の図書館で一般的な日本十進分類法（NDC）、洋書は世界的に使われるデューイ十進分類法（DDC）によって行われていた。しかし、膨大な蔵書を書架に配架して利用していくうえで十進分類法に不便がみられたため、1963年に国立国会図書館分類表が考案され、1968年に洋書に、1969年に和書に適用された。ただし、和図書についてはそれ以降も書誌データには日本十進分類表による分類番号は付与されており、日本十進分類法を日常に利用しているほかの図書館や一般利用者の便にも備えている。

### 書誌データの提供
納本制度により、国立国会図書館は原則としてすべての出版物が継続的に揃うことになるため、理論的には国会図書館の編成する自館所蔵資料の目録は、日本で出版されたすべての出版物の書誌情報を収めた目録となる。こうして作成された目録に収められる、全国の出版物に関する網羅的な書誌情報を全国書誌といい、国立国会図書館においては毎週一度、その週に納本制度によって受け入れられた資料の書誌情報が『日本全国書誌』としてまとめられている。
『日本全国書誌』はインターネット上で公開されるほか、冊子体で刊行・頒布される。また、電子情報・データベース化したものが『JAPAN/MARC』として頒布され、CD-ROM版やDVD-ROM版でも販売されている。その基本的な機能は、日本において出版された出版物を検索調査する際の総合的・統一的な索引である。
また、各図書館は、自館で所蔵する資料の目録を作成するにあたって、自館で書誌データを作成せずとも、『日本全国書誌』を利用してコピーカタロギング（書誌情報を複製して自館の目録を作成すること）することができる。これには各図書館の目録作成の労力の軽減、および国内各図書館の間での書誌データの共有というメリットがあるが、国立国会図書館の目録の作成には刊行からタイムラグがあり、新刊の検索に向かないことが欠点として指摘されている。これは、ほかの図書館が新規に受け入れて目録化する資料の多くは新刊書であるためである。このため、公共図書館の多くは『JAPAN/MARC』よりも民間の図書取次会社の作成する書誌データベースを目録作成に用いることが多く、コピーカタロギングのための全国書誌としての役割はあまり活用されていない。
また、国立国会図書館は全国書誌の作成とともに、開館以来『雑誌記事索引』を作成・頒布している。これは国内の主要な雑誌の収録記事を目録化したもので、索引の範囲はおもに学術誌など調査上の利用に対する要求が大きい雑誌に限定されているものの、通常の目録では検索されにくい雑誌記事の目録として貴重なものである。

### 蔵書
国立国会図書館の所蔵する資料の基礎となる部分は、戦前の帝国議会両院付属図書館が議会の審議を助けるために収集した資料と、当時の日本唯一の国立図書館であった帝国図書館の蔵書の2つから成り立っている。特に帝国図書館の蔵書は出版法の納本制度に基づいて網羅的に収集された戦前の和図書や、貴重な古書、洋書などを含み、きわめて価値が高い。
国立国会図書館の成立以降は一国の網羅的な収集と全国書誌の作成を目的とした本格的な納本制度が導入されたため、この図書館には原則として日本で出版されたすべての出版物が所蔵されている。外国資料については、国際交換や購入により、学術研究や参考調査に有用な人文・社会科学資料や、科学技術資料、日本関係資料などを中心に収集している。
国会図書館の蔵書の中には、旧帝国図書館時代を含め図書館がまとまって受け入れた特色あるコレクションが含まれる。これらの特殊コレクションは、資料的に価値の高いものが多い。代表的なコレクションとして、帝国図書館から引き継いだ旧藩校蔵書、徳川幕府引継書類、本草学関連の古書からなる伊藤文庫・白井文庫や、戦後の国会図書館が議会のための図書館であるという性格から重点的に受け入れた近代政治史関連史資料からなる憲政資料、国内外の議会・法令関係資料、支部上野図書館で旧蔵していたバレエ・シャンソン関連資料の蘆原英了コレクション、出版文化史資料を中心とする布川文庫（布川角左衛門旧蔵書）、国語学者の亀田次郎の収集した国語学関係書（亀田文庫、約6,900冊）などがある。また、戦前に発禁処分を受けた書籍・雑誌もコレクションに含まれ、旧帝国図書館所蔵の発禁図書は一般資料の一部として、旧内務省保管の発禁図書は貴重書扱いのため一定の制限下で閲覧に供されている。
2021年度末の統計によれば、国立国会図書館の所蔵資料は東京本館・関西館・国際子ども図書館の合計で、図書1,192万7,978冊、雑誌・新聞1,993万9,341点、図書形態以外の資料（マイクロフィルムや地図、楽譜、映像資料、録音資料、磁気記録資料、絵画・写真、点字資料など）1,435万211点である。
ゲームソフトについてはゲームメーカーなどの利益を不当に侵害しないように配慮することで関係団体との間で合意していることから、所蔵ソフトの一部を調査研究目的に限定した上でプレイすることが出来る。

## 電子図書館事業
1990年代以降、情報通信の発展に対応し、国立国会図書館はおもにインターネット上のウェブサイトを通じた電子図書館機能拡充を進めている。
2002年（平成14年）には、関西館の開館に伴い公式サイトが大幅に刷新された。下記のようにさまざまな電子図書館コンテンツが公開されている。

### 国立国会図書館オンライン
国立国会図書館蔵書検索・申込システム（NDL-OPAC）は2002年に機能を大幅に拡充され、国会図書館の所蔵する資料のほとんどがインターネットを通じて検索することが可能になった。国立国会図書館の所蔵する国内出版物は納本制度を通じて収集された日本国内の出版物の網羅的コレクション、その目録は週刊でまとめられてきた全国書誌の集積であるため、NDL-OPACを通じた書誌データの提供は、単に国会図書館一館の資料所蔵情報の公開にとどまらず、日本における出版物の書誌データを網羅的に広く提供するサービスでもあった。また、同じく雑誌記事索引もNDL-OPACを通じてインターネット検索が可能で、国立国会図書館開館以来50年以上にわたって蓄積された雑誌記事索引のデータベースが公開された。
NDL-OPACは2017年12月にサービスが終了し、2018年1月に国立国会図書館検索・申込オンラインサービス（国立国会図書館オンライン）としてリニューアルされた。国立国会図書館オンラインではNDL-OPACと違い、国立国会図書館デジタルコレクションの目次情報も検索対象になる。このほか、レファレンスサービスを専用システムから統合、英語版が提供される画面を拡充、遠隔サービスの利用者登録手続を行えるようになった。
2023年8月、国立国会図書館サーチへの統合が発表され、2024年1月5日付で統合・新たな「国立国会図書館サーチ」として公開された。

### 国立国会図書館デジタルコレクション
「国立国会図書館デジタルコレクション」（旧称：国立国会図書館デジタル化資料）は、国立国会図書館が所蔵する資料のうち、デジタル化したものを収録している。2011年にサービスを開始した。
デジタル化した資料は、「インターネット公開」「図書館・個人送信限定」「国立国会図書館内限定」の3種類の公開範囲のいずれかに設定されている。歴史的な貴重書や錦絵の画像、歴史的音源、著作権の保護期間が切れた著作物などはインターネット上で一般に公開されている。保護期間が切れていない資料も絶版などで入手困難ならば、インターネットを通じて「個人向けデジタル化資料送信サービス」にログインした上で自身の端末（パソコン、タブレット）などで閲覧するか（日本国内居住者のみ）、「図書館向けデジタル化資料送信サービス」に参加している日本国内の図書館などで閲覧することができる。それら以外のデジタル化資料は国会図書館3館（東京本館、関西館、国際子ども図書館）でのみ閲覧できる。なお、明治・大正・昭和前期に出版された資料のスキャニング画像を提供する「近代デジタルライブラリー」（2002年サービス開始）は、2016年5月31日にデジタルコレクションに統合された。
2022年12月には全面的なリニューアルが行なわれ、各種機能が強化された。また独自開発のAIを利用したOCRを導入し、高精度の全文検索が行なえるようになった。

### WARP
「WARP（インターネット資料収集保存事業）」（旧称：インターネット情報選択的蓄積事業）は、平成14年度（2002年度）に実験的な試みとして着手し、インターネット上の情報を文化資産として保存すること（ウェブアーカイブ）を目的とする。国会図書館法第25条の3に基づき2006年に本格事業化すると、同法の平成21年7月改正を反映して2010年（平成22年）4月から公的機関のウェブサイトは許諾によらず、すべて収集し保存した（改正前は当館とそれぞれの情報発信機関は許諾契約を交わした）。また収集の頻度も増やし、公的機関は原則、年4回であったが同1回に改めた（一部機関は同4回を維持）。
WARPは、CD-ROMのように変更されないようパッケージ化された電子情報と違い、管理者によっていつでも自由に改変することの可能なインターネット上の電子情報（ネットワーク系電子情報）を当館は紙媒体の資料と同じように収集・整理・保存・公開する。対象はインターネットを通じて公開されてきた学術雑誌や、政府省庁など公的機関の情報源のウェブページそのものであり、国立国会図書館のサーバに保存し館内で全て公開する。インターネット経由の公開は規定により、公的機関由来のものは許諾を条件とし、それら機関以外の個別許諾による収集（私立大学やイベント）によるものの公開には、同法改正を経ても館内外を問わず許諾を得ることが条件である。

## 国立国会図書館の利用

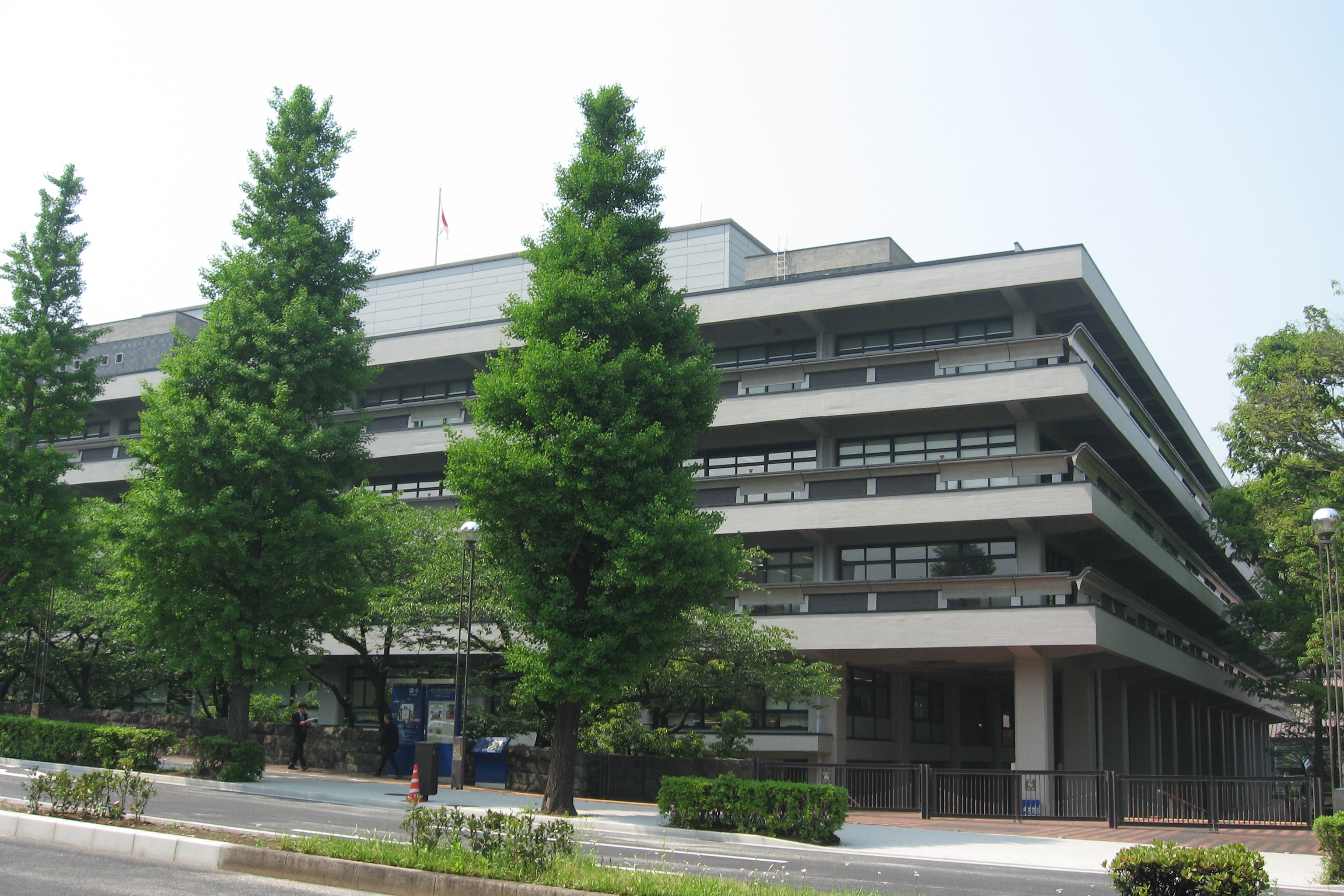
東京本館正門

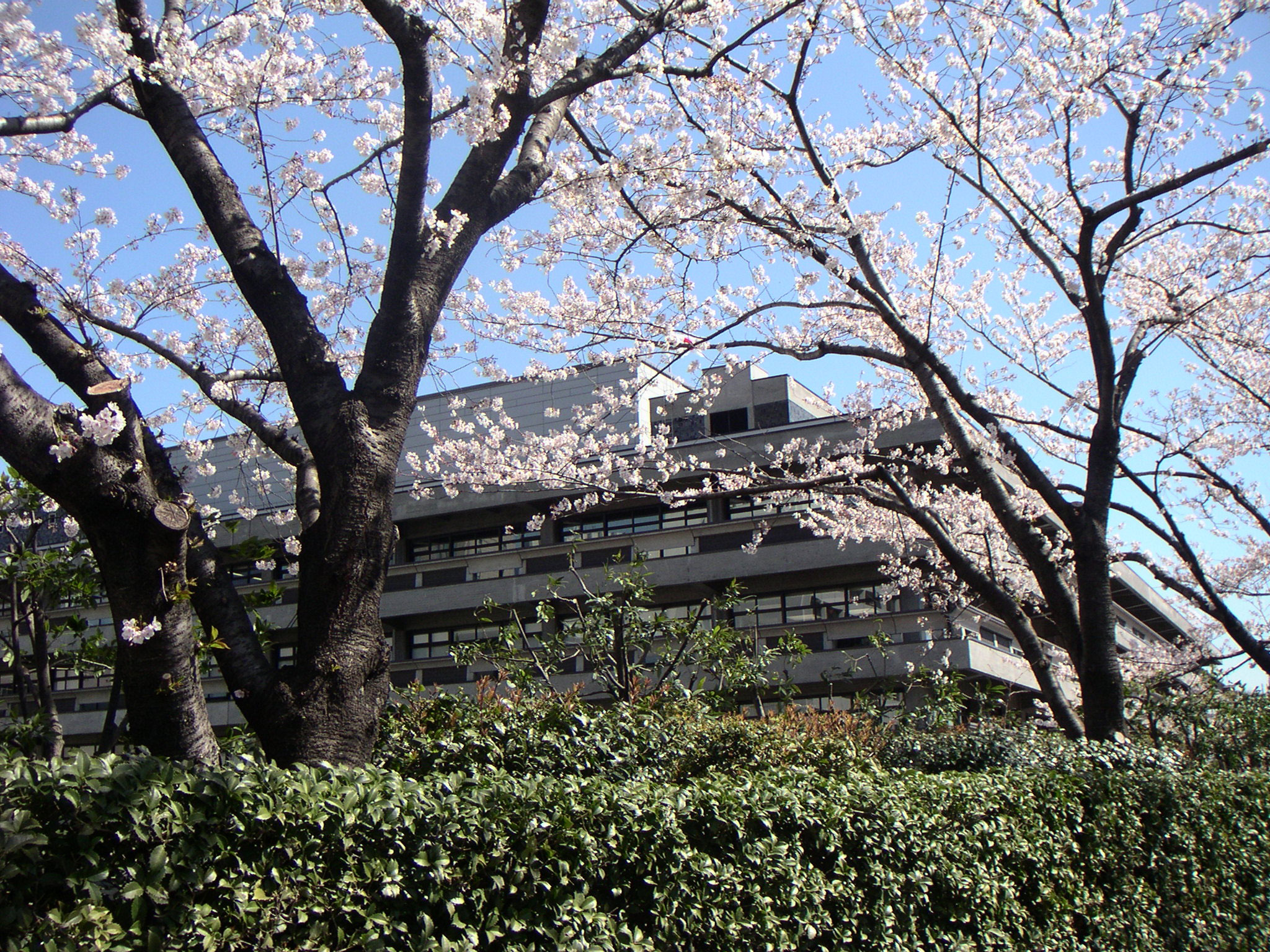
東京本館の周囲には桜が植えられている

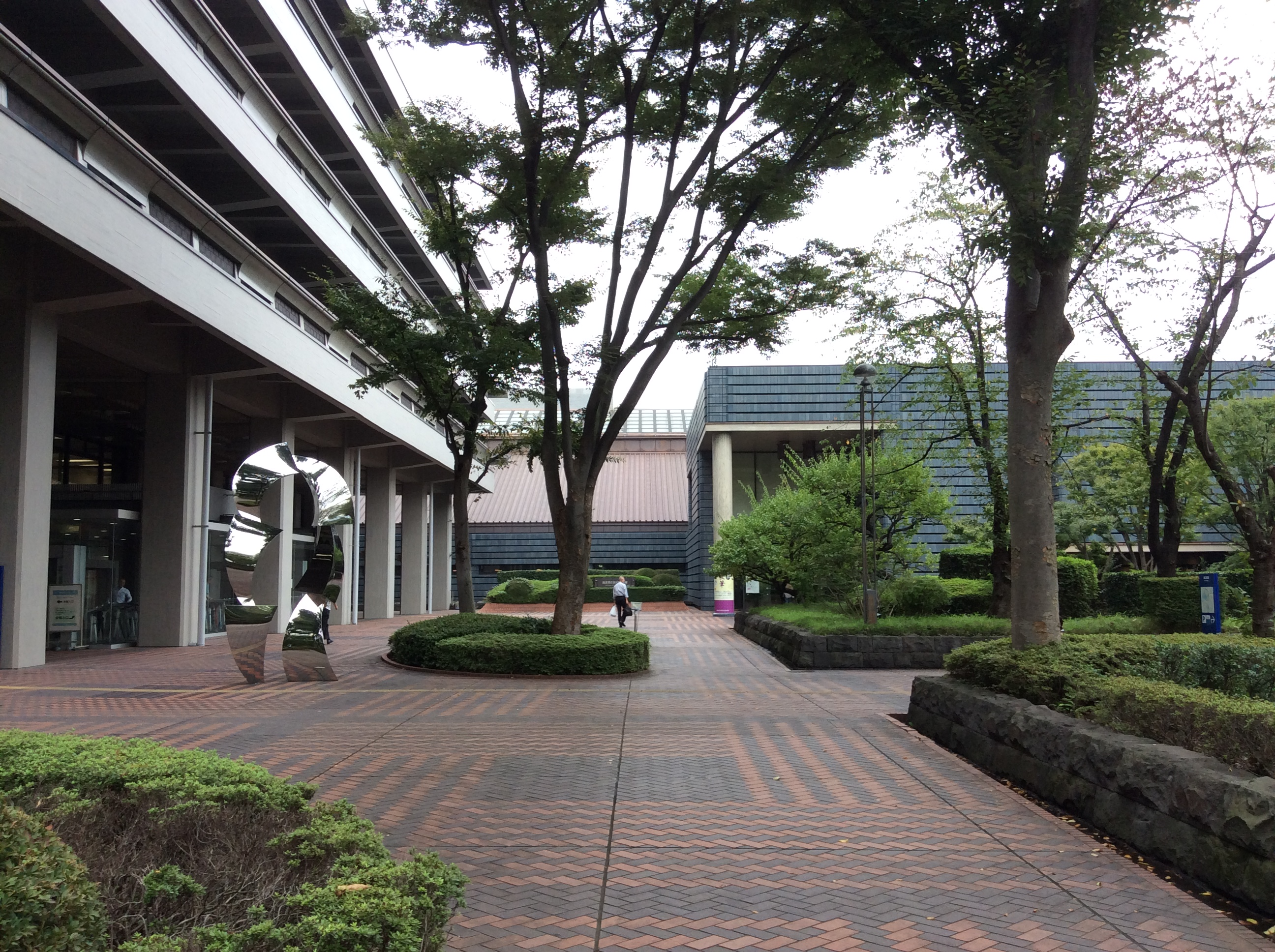
左ピロティー奥が本館入口、突き当りが新館入口（2016年9月29日撮影）

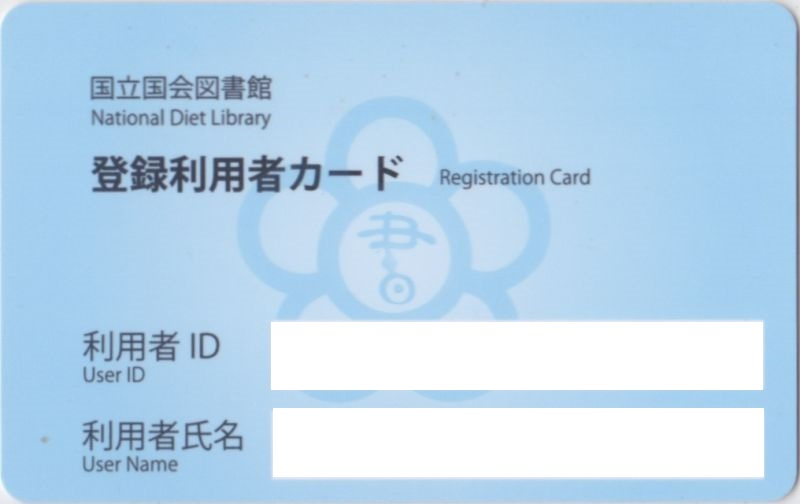
登録利用者カード（一部加工）

この節では、一般利用者として国立国会図書館の東京本館を来館利用する場合を中心に述べる。関西館および国際子ども図書館についての詳細は、それぞれの記事を参照されたい。

### 入退館
東京本館、関西館は満18歳以上（かつては満20歳以上だったが入館者減少に伴い、2004年より変更）ならば誰でも利用できる。満18歳未満の場合、調査研究目的など一定の条件下で、事前の手続きをもって利用することができる。これに対し国際子ども図書館は、児童に対するさまざまな個別的サービスを行っており、児童書研究資料室を除き誰でも利用可能となっている。
2004年より館内各所で大々的にシステムの変更がなされ、入館にあたっては、カード発行機を利用して、資料の検索、請求、受取、複写などに用いる当日限りの非接触ICカード型の「館内利用者カード」の発行をしていた。館内利用者カードの発行にあたっては氏名や住所、電話番号などの入力作業が必要であったが、あらかじめ利用者登録を行って交付された登録利用者カード（館内利用者カードとは別）を持参すれば、パスワードの入力のみで館内利用者カードの発行を受けることができた。
2012年（平成24年）1月6日より利用システムが全面変更され、利用者登録していない人は「臨時利用カード」が貸与され、閲覧できる資料は専門室にある開架図書のみとなり、閉架書庫にある資料の閲覧請求は登録利用者カードの貸与者のみができるように改められた。これにより、国会図書館を利用するには利用者登録をすることが基本となる。また、同時に登録利用者カードの仕様も変更されている。なお、2012年（平成24年）2月14日までは、システム移行時の暫定措置として当日利用者には臨時カードが渡され、登録利用者と同等のサービスが受けられるようになっていた。
発行された登録利用者カードを用いて鉄道駅の自動改札機に類似のゲートを通過し、入館する。なお、東京本館と関西館では、鞄などの不透明な袋類の持込を禁止しているため、入館前に荷物は入口脇にある保証金式コインロッカー（料金は使用終了時に返ってくる）に預けなければならない。館内に筆記用具などを持ち込む場合は、手で持っていくか、あるいはコインロッカーのそばに常備されている透明なリユースバッグに入れる必要がある。
利用が終わったあとは、閉架書庫から受け取った資料をすべてカウンターに返却し、複写料金の精算を終えたあと、登録利用者カードをゲートにかざすと退館できる。すべての資料を返却しない限り、退館はできない。
2021年（令和3年）度の統計によると、東京本館の来館者は24万6,213人（1日平均886人）。

### 開館時間
- 東京本館[72]
  - 9時30分 - 19時00分（土曜日は17時00分）
- 関西館[73]
  - 9時30分 - 18時00分
- 国際子ども図書館[74]
  - 9時30分 - 17時00分

### 休館日
- 東京本館および関西館[72][73]
  - 日曜・祝日、毎月第3水曜・年末年始[注釈 15]
- 国際子ども図書館[74]
  - 月曜・祝日・毎月第3水曜・年末年始
    - 例外として「こどもの日」の5月5日はこれに関係なく開館

### 資料の配置と閲覧
東京本館は、膨大な資料を管理するため原則としてほとんどの資料を利用者が直接触れられない書庫に配架する閉架式をとっている。このため利用者は、まず国立国会図書館オンラインで必要とする資料を検索し、システムを通じて資料の申し込みを行う。書庫からは国立国会図書館オンラインの申し込みデータをもとに資料が出納されるが、膨大な数の資料を広大な書庫から出納するため、利用者は本の受け取りに数十分程度の時間を要する。また、1人が1回に請求できる冊数も制限されている。
東京本館は本館と新館の2棟から成り立っており、基本的に本館2階カウンターが図書、新館2階カウンターが雑誌の出納を担当している。また、主題別の特殊な資料や、国会図書館として特色的な資料については、それぞれに専門室が設けられている。専門室では利用の多い参考資料は開架されているため、そこでは百科事典、辞典、統計、年鑑、新聞などのごく一部は書架から直接手にとって利用することもできる。
2024年現在、東京本館にある専門室は以下の計8室である。
- 本館2階
  - 科学技術・経済情報室（科学技術および経済社会関係の参考図書、科学技術関係の抄録・索引誌）
  - 人文総合情報室（総記・人文科学分野の参考図書類、図書館・図書館情報学関係の主要雑誌など）
- 本館3階
  - 古典籍資料室（貴重書、準貴重書、江戸期以前の和古書、清代以前の漢籍など）
- 本館4階
  - 地図室（一枚ものの地図、住宅地図など）
  - 憲政資料室（日本近現代政治史料、GHQとそれによる日本占領関係資料、日系移民関係資料）[79]
- 新館1階
  - 音楽・映像資料室（レコード、CD、ビデオテープ、DVD、CD-ROMなどの電子資料など）
- 新館3階
  - 議会官庁資料室（内外の議会会議録・議事資料、官公報、法令集、判例集、条約集、官庁刊行資料目録・要覧・年次報告、統計資料類、政府間国際機関刊行資料、法律・政治分野の参考図書など）
- 新館4階
  - 新聞資料室（新聞の原紙、縮刷版・復刻版、マイクロフィルム、新聞切り抜き資料）

かつてはアジア・北アフリカ諸国の諸言語資料を専門とするアジア資料室も東京本館に置かれていたが、関西館の開館に伴いその蔵書とともに関西館に移転し、アジア情報室と改称した。

### 複写サービス
複写（コピー）は、利用者自身が複写機でコピーを取ることはできず、複写カウンターに申し込んでコピーをとってもらう。利用者自身による複写が認められていないのは、国立国会図書館は納本図書館として資料保全を図る必要があり本を傷めるような複写（コピー機に本を押しつけすぎるなど）をされる危険を回避しなければならないこと、また図書館一般における利用者の複写は、原則として著作権法第31条の定める著作権者の許諾を得ない複写の範囲などに限られているためである。このような理由から、同館では複写する資料の状態や複写内容を図書館側がチェックすることになっている。このため、たとえ国立国会図書館にしか所蔵されていない貴重な資料であろうとも、著作権の存続している資料の全頁を複写することはできない。
複写サービスの受付担当はアルバイトであることもあり、小泉悠は退職後に受付のアルバイトで生計を立てていた。
複写には来館複写と遠隔複写がある。来館複写には、資料を実際に閲覧したうえで複写箇所を特定し、資料を複写カウンターにて申し込むサービスである。また複写方法には、即日複写と後日郵送複写がある。即日複写は、複写製品を当日中に受け取るサービスである。専用の端末を用いて申込書を作成（デジタル化資料は専用の端末上で申込）し、カウンターで申し込む。即日複写には1回の申込上限ページ数があり、たとえば紙資料の場合、1回につき10冊かつ100ページまでである。混雑状況・複写枚数により異なるが、作業には30分ほどかかる場合がある。作業終了後に料金の支払いと製品の受け取りとなる。支払方法には現金のほか、Suicaやnanacoなどの電子マネーが利用可能である。なお、申し込めるのは閉館1時間前までである。ちなみに、関西館にはセルフコピー機があり、参考資料の一部を利用者自身で複写することができる。この場合も、図書館による複写箇所の確認は受けなければならない。後日郵送複写は申込までは来館複写と同様だが、受取は郵便で受け取り、支払いはそれに同封される払込書で支払う。この場合、遠隔複写（後述）と同様に発送事務手数料と実費送料が必要である。また、デジタルコレクションといったデジタル化資料や電子ジャーナルなどの電子資料は、利用者端末からプリントアウトを申し込むことで、印刷された製品を複写に準じた形で受け取ることができる。複写同様、こちらも1度に受け付けられる枚数の上限は100枚である。
一方の遠隔複写は、利用者登録をしている人で、インターネット上で国立国会図書館オンラインから資料や雑誌記事を特定し、Web上で申し込むことにより、郵送でのコピーサービスを受けることができる。ただし、発送事務手数料と実費送料が必要である。2025年2月20日からはPDFファイルでのダウンロードサービスを開始することを同月に発表した。

## 館内に付帯する施設
東京本館
- 本館6階 - 食堂[78]「フードラウンジいこい」 - 食堂は2020年10月14日に一度営業を終了し、従来からあった売店での軽食販売及び旧食堂のスペースでのスマイルデリによる弁当販売[注釈 17]に切り替えられたが[87]、2023年4月17日より「フードラウンジいこい」として再開した[88]。
- 本館3階 - 喫茶室[78]「ノースカフェ」
- 新館1階 - 喫茶室[78]「フェリカ」

関西館
4階にカフェテリアがある。弁当を持ち込むことはできるがカフェテリアで資料を利用することはできない。

## 著名な職員
原則として生年順。
- 牧野英一 - 専門調査員（刑法学者、東京帝国大学教授）
- 金森徳次郎 - 初代館長（元法制局長官、貴族院勅選議員、第1次吉田内閣で憲法担当国務大臣）
- 加藤宗厚 - 上野図書館館長（図書館学者、帝国図書館および国立図書館館長、駒澤大学教授）
- 中井正一 - 初代副館長（美学者）
- 大久保利謙 - 客員調査員（歴史学者、貴族院侯爵議員、名古屋大学教授、立教大学教授）
- 入江俊郎 - 専門調査員（元法制局長官、後に衆議院法制局長、最高裁判所判事）
- 佐藤達夫 - 専門調査員（元・法制局長官、のちに人事院総裁）
- 齋藤毅 - （国立国会図書副館長、図書館短期大学学長）
- 西野照太郎 - 専門調査員（退職後、創価大学教授）
- 飯沼二郎 - （農業経済学者、京都大学教授）
- 藤田晴子 - 専門調査員（ピアニスト、音楽評論家、法学者、八千代国際大学教授）
- 倉田卓次 - （裁判官、弁護士）
- 中井浩 - （情報学者、図書館学者、初代副館長中井正一の長男）
- 高木重朗 - （奇術の研究者）
- 金中利和 - 調査及び立法考査局長（図書館学者、日本大学文理学部教授を経て日本図書館協会分類委員会委員長）
- 阿刀田高 - （小説家）
- 長尾真 （情報工学者、元京都大学総長、元国立国会図書館長）
- 喜多村和之 - （教育学者、広島大学教授、国立教育研究所を経て早稲田大学特任教授）
- 堀本武功 - 専門調査員、調査及び立法考査局長（尚美学園大学総合政策学部教授）
- 山本武彦 - （国際政治学者、静岡県立大学教授、早稲田大学大学院政治経済学術院教授）
- 高見勝利 - 専門調査員（憲法学者、九州大学教授、北海道大学教授のち上智大学法科大学院教授）
- 藤本一美 - （政治学者、明海大学教授、専修大学教授）
- 大滝則忠 - （元国立国会図書館長、東京農業大学教授）
- 袴田茂樹 - 非常勤調査員（国際政治学者、青山学院大学国際政治経済学部教授）
- 成田憲彦 - 調査及び立法考査局政治議会課長（細川内閣の内閣総理大臣秘書官を経て、駿河台大学法学部教授、第5代学長）
- 加藤典洋 - （文芸批評家、思想家、早稲田大学国際教養学部教授のち、同名誉教授）
- 山崎隆志 - 専門調査員
- 福光寛 - （経済学者、立命館大学教授、成城大学経済学部教授）
- 福士正博 - （経済学者、農学者、東京経済大学経済学部教授、経済学部長）
- 大山礼子 - （政治学者、駒澤大学法学部教授、地方制度調査会副会長）
- 柳与志夫- （図書館情報学者、東京大学大学院情報学環・学際情報学府特任教授）
- 原武史 - （政治学者、明治学院大学国際学部教授）
- 兎内勇津流 - （北海道大学スラブ研究センター准教授）
- 今泉清保 - （フリーアナウンサー・現:青森テレビアナウンサー）
- 森見登美彦 - （作家）

大日本帝国の帝国図書館（1897年 – 1947年）およびその前身機関、日本の国立図書館（1947年 – 1949年）に関する人物。

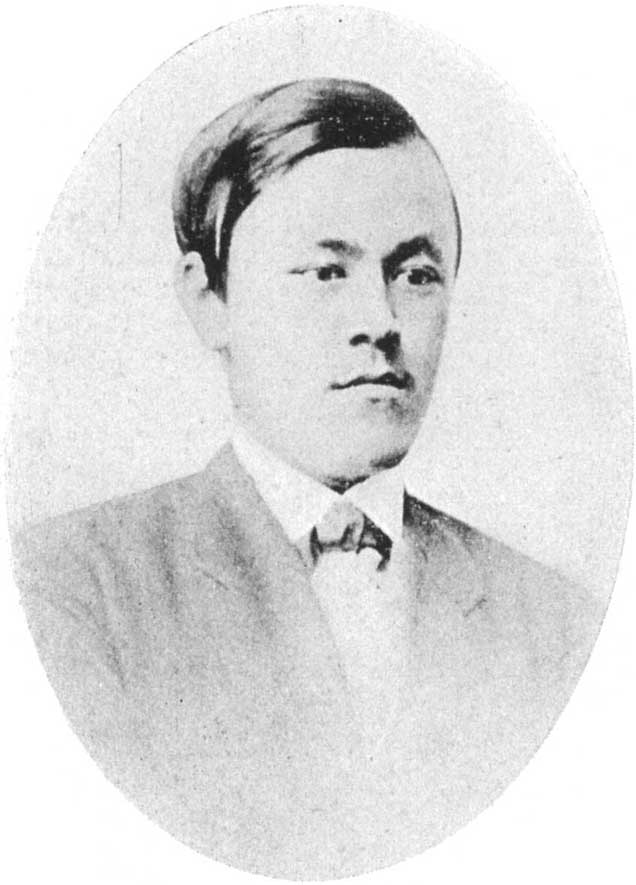
小林小太郎
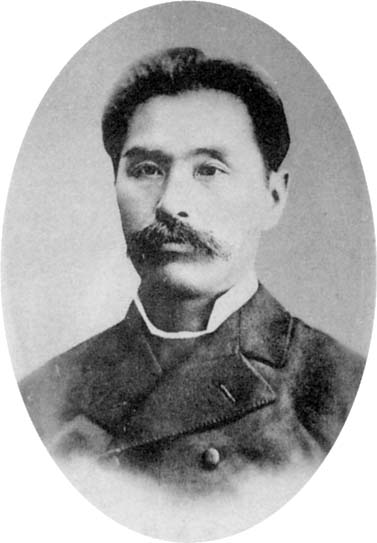
二橋元長
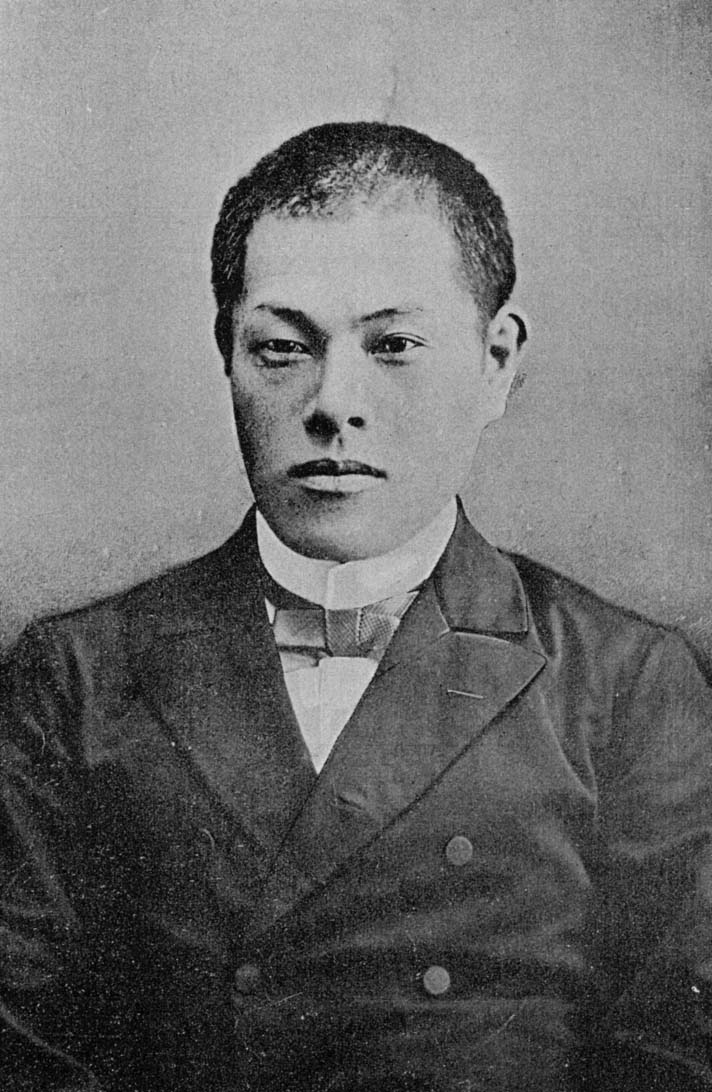
末岡精一
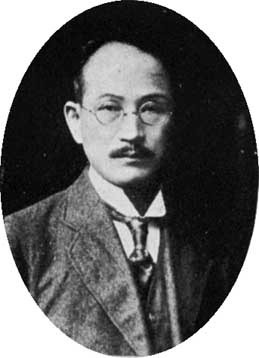
渡辺又次郎
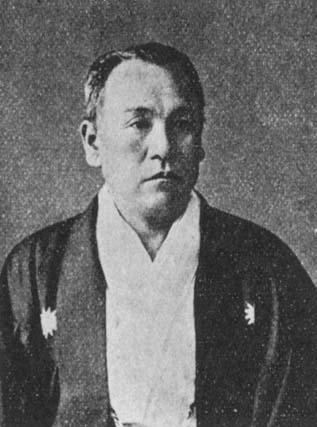
鈴木良輔
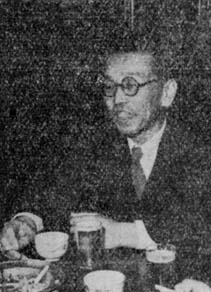
佐藤得二
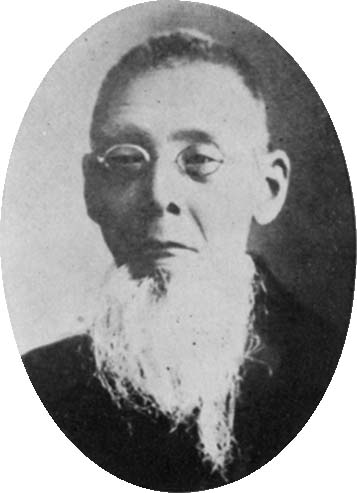
岡鹿門

## 発行物
- 1961年11月1日、国立国会図書館新庁舎（当時）の開館を記念し額面10円の切手が発行された[90]。